# Thomas Götz (Diplomat)

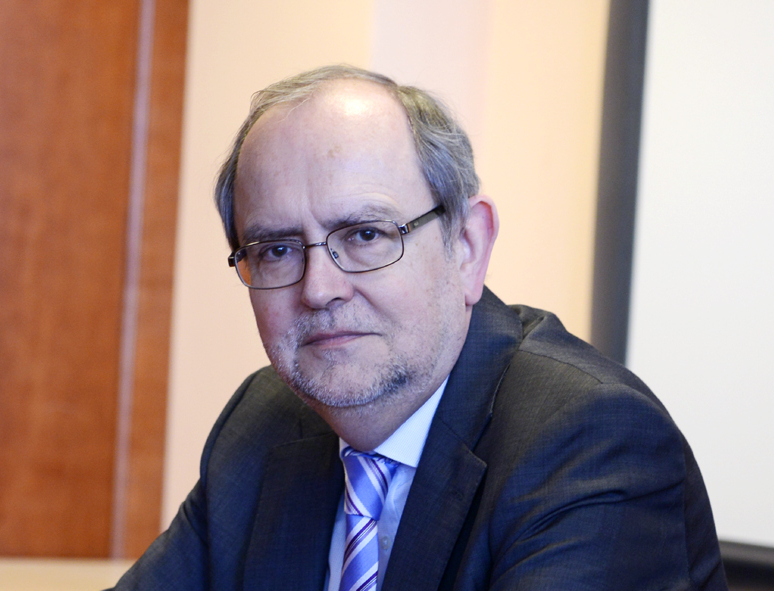
Thomas Götz, 2015

Thomas Götz (* 17. Mai 1953 in Schwäbisch Gmünd) ist ein deutscher Diplomat, der unter anderem von 2011 bis 2014 Botschafter in Finnland und von 2014 bis 2016 Botschafter in der Slowakei war. Von 2016 bis 2018 war er Botschafter in Norwegen.

## Leben
Thomas Götz studierte zwischen 1973 und 1979 Germanistik, Anglistik und Amerikanistik an den Universitäten in Tübingen und Newcastle-upon-Tyne. Mit seiner Dissertation "Die brüchige Idylle: Peter Huchels Lyrik zwischen Magie und Entzauberung" wurde er 1998 an der FernUniversität Hagen zum Dr. phil. promoviert. 1980 trat er in den Auswärtigen Dienst ein. Nach der Laufbahnprüfung arbeitete er von 1982 bis 1983 in der außenpolitischen Abteilung des Bundeskanzleramtes unter den Bundeskanzlern Helmut Schmidt und Helmut Kohl. Thomas Götz ist verheiratet und hat eine Tochter.
Von 1983 bis 1986 leitete er die Wirtschaftsabteilung am deutschen Generalkonsulat in Hongkong. Anschließend war er in gleicher Funktion von 1986 bis 1988 an der Deutschen Botschaft in Bukarest tätig. Von 1991 bis 1994 war er bei der Ständigen Vertretung Deutschlands bei den Vereinten Nationen in Genf tätig. Nach einer weiteren Tätigkeit im Auswärtigen Amt in Bonn war er von 1998 bis 2002 stellvertretender Botschafter an der Deutschen Botschaft in Athen. Von 2002 bis 2006 leitete er das Referat „Wissenschaft und Hochschulen“ im Auswärtigen Amt in Berlin. 2008 wurde er zum Beauftragten für Außenwissenschaftspolitik und stellvertretenden Leiter der Kulturabteilung im Auswärtigen Amt ernannt. 
Von Oktober 2011 bis Juli 2014 war Götz Botschafter der Bundesrepublik Deutschland in Finnland. Im Mai 2014 wurde Götz von der Åbo Akademi, der schwedischsprachigen Universität in Turku, mit dem Ehrendoktor der Philosophie für seine Verdienste um die Humanistische Fakultät der Hochschule ausgezeichnet.

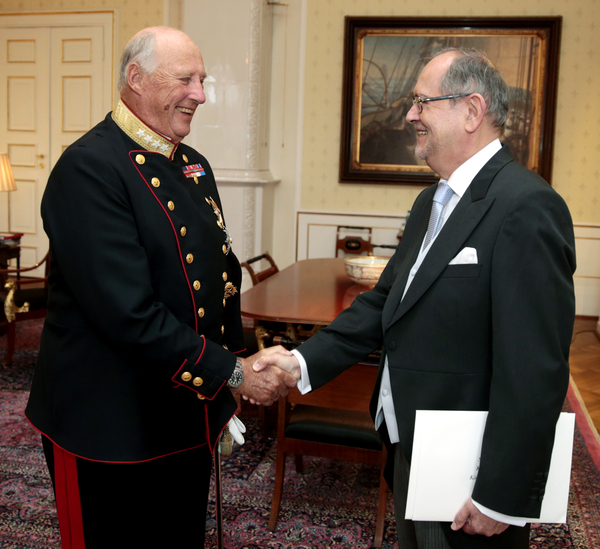
Botschafter Dr. Thomas Götz bei der Übergabe des Beglaubigungsschreibens des Bundespräsidenten an König Harald V. von Norwegen am 22. September 2016

Von Juli 2014 bis Ende Juni 2016 vertrat Thomas Götz die Bundesrepublik Deutschland als außerordentlicher und bevollmächtigter Botschafter in der Slowakischen Republik. Ab Juli 2016 war Götz für zwei Jahre Botschafter im Königreich Norwegen. Seitdem lebt er in Berlin und ist als Autor und Herausgeber tätig.

## Veröffentlichungen
- Die brüchige Idylle : Peter Huchels Lyrik zwischen Magie und Entzauberung, Dissertation Fernuniversität Hagen, 1998, ISBN 3-631-34117-2.
- Camillo Sbarbaro, Pianissimo, Übersetzt von Gio Batta Bucciol und Thomas Götz, Tübingen, 2000, ISBN 3-8233-4060-3.
- Orte Spuren Zeiten, Gedichte, Norderstedt, 2021, ISBN 978-3-7543-3265-8.